# Eutzen
Eutzen ist eine Ortschaft der Stadt Wittingen im niedersächsischen Landkreis Gifhorn.

## Geografie
Der Ort liegt südwestlich des Kernbereichs von Wittingen.
Westlich vom Ort verläuft der Elbe-Seitenkanal und fließt die 43,1 km lange Ise, die in Gifhorn in die Aller mündet.
Südöstlich vom Ort erstreckt sich das 110 ha große Naturschutzgebiet Bornbruchsmoor.
Die B 244 verläuft nördlich vom Ort.

## Geschichte
Am 1. März 1974 wurde Eutzen zusammen mit den damaligen Gemeinden Hagen bei Knesebeck, Vorhop und Wunderbüttel in die Gemeinde Knesebeck eingegliedert. Bereits am 1. April 1974 wurde diese vergrößerte Gemeinde aufgelöst und in die Stadt Wittingen eingemeindet.

## Politik
Ortsvorsteher ist Eike Harder.

## Kultur und Sehenswürdigkeiten
Die evangelische St.-Georgs-Kirche ist ein rechteckiger Feldsteinbau, der aus dem 14. Jahrhundert stammt. Der polygonale Chor aus Feld- und Backsteinen stammt aus dem 15. Jahrhundert. Der Westturm aus dem Jahr 1868 ist aus roten und gelben Backsteinen erbaut.